# Skolopendre
Skolopendre (Chilopoda) er en klasse i rækken leddyr. De er rovdyr, der primært jager om natten, og opholder sig på fugtige steder.
Skolopendre er udstyret med giftkroge, som de bider deres bytte med. De kan opnå samme hastighed både forlæns og baglæns. I alt findes der ca. 3.000 skolopender-arter, hvoraf de største kan blive helt op til 27 cm lange og de mindste ned til blot en halv centimeter.
I Danmark findes op til 32 forskellige arter. Den mest udbredte er den almindelige skolopender (Lithobius forficatus), som er brun, har en fladtrykt krop, kan blive ca. 2-3 cm lang og lever over jorden. Den findes især, hvor der er høj luftfugtighed, fx under sten eller blade i skovbunden. En anden skolopenderart, som ses i Danmark, er jordskolopenderen (Geophilus carphopagus), der lever under jorden og kan blive ca. 4-5 cm lang.